# Barrie Lee Hall jr.
Barrie Lee Hall, Jr. (Mansfield, 30 juni 1949 - Houston, 25 januari 2011) was een Amerikaanse jazz-trompettist, bugelist, bigband-leider en arrangeur. Hij leidde één jaar het Duke Ellington Orchestra.
Hall studeerde trompet en piano aan de Texas Southern University. Door saxofonist Arnett Cobb maakte hij in 1973 kennis met bandleider en componist Duke Ellington, die hem in juni aannam in zijn orkest. Na de dood van Ellington, een jaar later, bleef hij spelen in het orkest, nu onder leiding van diens zoon Mercer Ellington. Hij speelde bijvoorbeeld mee op het met een Grammy bekroonde album "Digital Duke". Ook was hij co-producent van de plaat "Music is My Mistress" (1989). In 1996 overleed Mercer en nu nam Hall de leiding over, voor een jaar. Later verving hij Paul Ellingtgon als deze niet kon optreden. 
Hall was de muzikaal leider van de Liberty Baptist Church in Houston en in 2001 leidde hij het project "Duke Ellington's Third Sacred Concert", met een koor van tweehonderd man. In de laatste zes jaar van zijn leven reisde hij elk jaar naar Zwitserland waar hij een gastsolist was van een bigband met Amerikaanse musici (bijvoorbeeld Randy Brecker). Hij orkestreerde en arrangeerde voor verschillende Broadway-producties  (zoals Sophisticated Ladies) en werkte mee aan een televisie-special over Ellington, waarin hij optrad met de operazangeres Kathleen Battle. Verder werkte hij als arrangeur en gastsolist met onder meer enkele Gregory Hines, Phyllis Hyman, Melba Moore, John Dankworth, Alice Babs en enkele radio-bigbands.

## Discografie
- Duke Ellington Small Band, M&N, 2006

- Bibliothèque nationale de France: cb14014547x (data)
- Gemeinsame Normdatei: 1021072443
- International Standard Name Identifier: 0000 0001 1946 5201
- Library of Congress Control Number: no2008112576
- MusicBrainz: d315d895-e4e4-4277-b28b-f30379469084
- SNAC: w65h9vf4
- Virtual International Authority File: 232741736
- WorldCat: E39PCjJ9kcmT6kdY37twFQy3Yq